# Carlos Bojórquez Urzaiz
Carlos Eduardo Bojórquez Urzaiz es un escritor, antropólogo e historiador mexicano. Estudió en la Facultad de Ciencias Antropológicas de la Universidad Autónoma de Yucatán y  fue catedrático e investigador en dicha institución de 1976 a 2011. Se desempeñó como Director de esa Facultad de 1985 a 1993. Obtuvo el doctorado en Historia en la Universidad de La Habana. Fue rector de la Universidad de Oriente (Yucatán) de 2011 a 2016. Hasta 2018 dirigió el Programa Interdisciplinario de Investigación e Innovación de la Milpa Maya y Sistemas Agroecológicos, perteneciente a la Secretaría de Investigación, Innovación y Educación Superior del Gobierno de Yucatán, México. De 2018 a la fecha es presidente del Consejo Académico de la Universidad José Martí de Latinoamérica, Campus Mèrida. Es integrante del Consejo Mundial del Proyecto José Martí de la UNESCO

## Docencia
Como docente ha sido profesor visitante de diversas universidades en La Habana, Nueva York, California, Florida, Panamá, la Bolivariana de Venezuela y la Universidad de Pablo de Olavides, en Sevilla España. Asimismo fue consultor de la Unesco en temas relacionados con José Martí.

## Obras
Entre sus obras más destacadas como escritor, se encuentran:
- Morley y la agricultura maya: Un problema en discusión
- Estructura agraria y maíz después de la Guerra de Castas
- Cuatro ensayos de historia yucateca
- Lo ignoraba usted (compilación hemerográfica de Alfredo Barrera Vásquez)
- Cubanos patriotas en Yucatán
- Cartas de un exiliado Compilación de cartas de Eduardo Urzaiz.
- Habanero campechano(en coautoría con Enrique Sosa y Luis Millet Cámara]])
- Quién fue José Martí Edición por el 150 aniversario del natalicio de José Martí, a este ensayo de Eduardo Urzaiz.
- Las Memorias de la Conferencia Internacional, “Por El equilibrio del Mundo” 8 tomos (coeditor con Héctor Hernández Pardo)
- Homenaje al Dr. Leopoldo Zea (coautor con Adalberto Santana)
- La familia, cruz del Apóstol (Ensayo psicoanalítico sobre José Martí, de Eduardo Urzaiz Rodríguez)
- The Cuban Republic and José Martí (coautor con Maurice Font y Paul Estrade)[3]
- Rodolfo Menéndez de la Peña (coautor con Fausto Sánchez Rosas). Reseña histórica del primer congreso pedagógico de Yucatán. UADY, Mérida, Yucatán, México, 2008. ISBN 978 968 9315 19 3
- Rodolfo Menéndez de la Peña (coautor con Cecilia García Moguel). Cartas, apuntes y otros escritos de Cuba. UADY, Mérida Yucatán, México, 2008. ISBN 978 968 9315 19 4

## Investigación de la obra de José Martí
Carlos Bojórquez es sobrino nieto del cubano Eduardo Urzaiz Rodríguez, primer rector de la Universidad del Sureste, quien conoció personalmente a José Martí. Debido a esta razón, algunos de los principales ensayos de Bojórquez se centran en la vida y pensamiento de este personaje, trabajos que han sido publicados por diversas revistas en México, Cuba, España, Venezuela, Panamá y Estados Unidos.  
Desde 1999 es miembro del Sistema Nacional de Investigadores del Consejo Nacional de Ciencia y Tecnología de México. Colabora activamente en Centro de Estudios Martianos de La Habana, Cuba, para realización la edición crítica de las obras completas de Martí.

## Premios
- 2007 Recibió la Medalla Eligio Ancona, premio que es otorgado por la Universidad Autónoma de Yucatán y el Gobierno del Estado de Yucatán a los yucatecos, que destacan en los ámbitos de la ciencia, cultura o las artes.[4][5]
- 2010 En Cuba recibió del Centro de Estudios Martianos la distinción Pensar es Servir
- 2011 De la Sociedad Cultural José Martí Archivado el 10 de agosto de 2020 en Wayback Machine., su máximo galardón La Utilidad de la Virtud
- 2012 Le fue conferida la Medalla Yucatán, máxima presea entregada por el Ejecutivo del Estado de Yucatán. Ese mismo año fue designado Miembro Correspondiente en el extranjero de la Academia de Historia de Cuba.
- 2015 Recibió la presea al Mérito Humano, conferida por la Comisión de Derechos Humanos del Estado de Yucatán y su Consejo Consultivo.